# 红顶啄花鸟
红顶啄花鸟（学名：Dicaeum geelvinkianum），是啄花鸟科啄花鸟属的一种，分布于印度尼西亚和巴布亚新几内亚。该物种的保护状况被评为无危。
红顶啄花鸟的平均体重约为6.8克。栖息地包括种植园、亚热带或热带的湿润低地林、干燥的稀树草原、乡村花园和亚热带或热带的湿润山地林。